# Katholizität
Katholizität (von altgriechisch καθολικός katholikós ‚das Ganze betreffend‘, ‚allgemein‘) steht in der christlichen Ekklesiologie für die Einhaltung der katholischen Lehre in der Universalität und Einheit der Kirche unter ihrem Haupt Jesus Christus. Im Nicäno-Konstantinopolitanum genannt, gehört sie als Wesens- und Erkennungsmerkmal der Kirche zum gemeinsamen Glaubensbekenntnis aller Christen: In der Kirche wird die ganze Fülle des christlichen Glaubens vollständig und allumfassend an alle Menschen verkündet, ohne einen Bestandteil des Glaubens oder einen Teil der Menschen auszulassen. Die konfessionsübergreifende Gesamtheit der Kirche Jesu Christi wird daher als katholische Kirche oder Universalkirche im Sinne des mystischen Leibes Christi bezeichnet, ebenso einzelne Kirchen im konfessionellen Sinne, in denen die Katholizität verwirklicht ist.
In den verschiedenen Kirchen herrschen jedoch unterschiedliche Auffassungen über Einzelfragen zur Definition der Katholizität und ihrer Anwendbarkeit auf andere Gemeinschaften.
Im konfessionellen Sinne ist vereinfachend mit „katholisch“ meist die römisch-katholische Kirche gemeint.

## Begriffsgeschichte
Das griechische καθολικός katholikós leitet sich vom Adverb καθόλον katholon ab, eine Zusammensetzung aus der Präposition κατά katá ‚in Bezug auf‘ und dem Adjektiv ὅλον hólon ‚das Ganze‘. Als Begriff für Mehreres, vielen Dingen Gemeinsames taucht es schon bei Aristoteles und Polybios auf als Gegensatz zu καθ’ ἕκαστον kath’ ekaston für das Besondere, Einzelne. Später festigte sich die Bedeutung von ‚gänzlich, allgemein‘, die Wortbedeutung von „Katholizität“ reicht daher von ‚das Allgemeine, das Ganze Betreffende‘, auch im Sinne von ‚das Integere, Ganzheitliche‘ bis zur ‚Fülle‘ als Gegensatz zu μερικός merikos ‚teilweise‘ und ίδιος idios ‚besonders, speziell‘. Die ersten christlichen Schriftsteller gebrauchten es noch eher in seiner Ursprungsbedeutung, beispielsweise die „katholische Auferstehung“ bei Justin der Märtyrer, „die katholische Güte Gottes“ bei Tertullian oder die „vier katholischen Winde“ bei Irenäus von Lyon. In dieser Bedeutung stehen auch die katholischen Briefe, die nicht an bestimmte Ortskirchen, sondern die gesamte Kirche als Ganzes gerichtet sind. Aus dem Adjektiv entwickelte sich bald ein Nomen und Eigenname als Bezeichnung für die wahre Kirche in Abgrenzung zu häretischen Splittergruppen und ist seither in nahezu jeder Sprache gebräuchlich.
Das Substantiv „Katholizität“ (altgriechisch καθολικότης katholikótes beziehungsweise lateinisch catholicitas) kommt erst spät in der Theologie auf, möglicherweise ist es erst in der Neuzeit entstanden. Im Französischen ist es Mitte des 16. Jahrhunderts als akademischer Begriff aufgekommen.
Die ursprüngliche Bedeutung von „katholisch“ hat sich im Griechischen bis heute erhalten, es bedeutet dort „universell“, sofern kein weiteres Adjektiv es einschränkt.

### Frühchristliche Quellen
In den biblischen Schriften taucht der Begriff nicht wörtlich auf, die dort beschriebene „allgemeine, die umfassende und einzigartige Herrschaft des Messias“ über alle Völker der Erde entspricht aber dem Wortsinne und steht im Gegensatz zur besonderen, exklusiven Herrschaft Gottes über das auserwählte Volk Israel im Judentum.
Als früheste Belegstelle für die theologische Verwendung des Begriffs als Attribut der Kirche gilt der Brief des Ignatius an die Smyrnäer, in dem er um das Jahr 110 die Christen in Smyrna dazu auffordert, die Einheit mit dem Bischof zu wahren:

„Wo immer der Bischof sich zeigt, da sei auch das Volk, so wie da, wo Jesus Christus ist, auch die katholische Kirche ist.“

Die Bezeichnung „die katholische Kirche“ (ἡ καθολικὴ ἐκκλησία he katholike ekklesia) für die universale Kirche als Gesamtheit der Ortskirchen (zu denen die Gemeinde in Smyrna gehört) scheint zu diesem Zeitpunkt Anfang des zweiten Jahrhunderts bereits etabliert; Ignatius verwendet sie ganz selbstverständlich und scheint sie als bekannt vorauszusetzen.
Als die beiden wesentliche Elemente der Katholizität sind die Zugehörigkeit zu Christus und die Universalität erkennbar, die untrennbar verbunden sind: Nur Christus kann das Ganze zusammenhalten und einen. Er betrachtete die Vertreter des Doketismus nicht als Christen, weil sie nicht an die reale Menschwerdung Gottes glaubten.
Weitere frühchristliche Quellen aus der Folgezeit greifen den Begriff ebenso selbstverständlich auf. Spätestens ab dem 3. Jahrhundert hat sich die technische, ekklesiologische Bedeutung in der theologischen Literatur etabliert und im 4. Jahrhundert gegenüber der ursprünglichen Grundbedeutung durchgesetzt. Im Martyrium des Polykarp (um 156) wird sowohl die gesamte Kirche (Universalkirche) als auch jede einzelne Ortskirche als katholische und vollwertige Kirche Gottes genannt, wie schon in den Apostelbriefen beschrieben (1 Kor 1,2 ). Diese doppelte Bedeutung wird auch bei den Kirchenvätern verwendet. In gleicher Bedeutung schreibt Justin der Märtyrer in seinem Dialog mit dem Juden Tryphon (zwischen 155 und 160 n. Chr.) von der „allgemeinen und sogenannten ewigen Auferstehung“. Clemens von Alexandria (150–215) bezeichnet das Aposteldekret Apg 15,22–29  als „katholischen Brief“ aller Apostel, also den „gemeinsamen Brief aller Apostel“. Über die Kirche stellt er weiterhin fest:

„Wir behaupten also, daß die alte und allgemeine Kirche ihrem Wesen, ihrem Begriff, ihrem Anfang und ihrer überragenden Bedeutung nach nur eine einzige ist.“

Die Entwicklung des Begriffs fasst Kyrill von Jerusalem im vierten Jahrhundert in seiner Katechese an die Täuflinge zusammen: „[Die Kirche] wird also katholisch genannt, weil sie in der ganzen Ökumene vom (einen) Ende bis ans (andere) Ende der Erde ist und weil sie umfassend und lückenlos alle Dogmen lehrt, die zur Kenntnis der Menschen gelangen müssen.“ Er verweist dabei ausdrücklich auf eine innere, qualitative Bedeutung (Rechtgläubigkeit) und eine äußere, quantitative Bedeutung (Globalität). „Katholisch“ drückte damit sowohl den rechten Glauben im Gegensatz zur Häresie als auch die organisatorische Einheit im Gegensatz zum Schisma aus. Diese erweiterte Bedeutung hatte sich ab der zweiten Hälfte des zweiten Jahrhunderts entwickelt und wurde damit begründet, dass sich die katholische Kirche auf die Verkündigung der ganze Wahrheit und Repräsentation der ganzen Kirche berufen kann, während Häresien durch die Überbewertung einzelner Wahrheiten entstehen und in erster Linie lokal auftreten. Die Bezeichnung „katholische Kirche“ entwickelte sich damit zu einem Eigennamen für die wahre durch Jesus Christus gegründete Kirche in Abgrenzung gegenüber Sondergemeinschaften. In diesem Sinne schrieb Bischof Pacian von Barcelona um 370 im Ersten Brief an Sempron (Epistula I ad Sempron), in dem er den Novatianismus kritisierte:

“Christianus mihi nomen est, catholicus vero cognomen.”

„Mein Name ist Christ, mein Cognomen (Beiname, Nachname) aber Katholisch.“

Schon bei Cyprian von Karthago tritt neben die attributhafte Verwendung auch eine Wortbedeutung als Eigenname, beispielsweise im Titel seines Hauptwerks de ecclesiae catholicae unitate („Über die Einheit der katholischen Kirche“, 251) und vielen Phrasen wie catholica fides („der katholische Glaube“, Ep. xxv; ed. Hartel, II, 538), catholica unitas („die katholische Einheit“, Ep. xxv, p. 600) oder catholica regula („die katholische Regel“, Ep. lxx, p. 767). Auch die substantivische Verwendung catholica als Kurzform von ecclesia catholica findet sich im Kanon Muratori (um 170) sowie bei Tertullian in de praescriptione haereticorum („Vom prinzipiellen Einspruch gegen die Häretiker“, XXX) und anderen christlichen Autoren, insbesondere in Nordafrika.
Praktische Bedeutung erhielt das Konzept der universalen Katholizität erstmals in den Auseinandersetzungen mit den Donatisten Anfang des vierten Jahrhunderts. Anders als die meisten häretischen Gruppierungen vertraten sie keine christologischen Sonderlehren, sondern stießen mit ihrem Kirchenverständnis auf Widerstand. Sie beanspruchten, die wahre Kirche Jesu Christi zu vertreten, und legten bestimmte Wesensmerkmale der Kirche fest, welche sie nur bei sich selbst erfüllt sahen. Ihre Gegner stellten jedoch heraus, dass der Titel „katholisch“, unter dem die Kirche allgemein bekannt war, zuverlässigere Kriterien erfordere und nicht auf eine örtlich beschränkte Splittergruppe anwendbar sei. In dieser Auseinandersetzung entwickelten die Kirchenlehrer Optatus von Mileve und Augustinus von Hippo ihre Ekklesiologie und hoben dabei den universalen Charakter der Katholizität hervor, da die Kirche nach den Schriften des Alten und Neuen Testaments über die ganze Welt verbreitet sei.

### Glaubensbekenntnisse
In vielen christlichen Gemeinden, auch in Alexandria, Karthago und Rom, kam es zu bitteren Streitigkeiten über die korrekte Glaubenslehre, teilweise gab es mehrere konkurrierende Bischöfe, die sich und ihre Lehre als rechtmäßig betrachteten. Streitpunkt waren im dritten Jahrhundert vor allem christologische Fragen über die Natur Christi und die Dreifaltigkeit. Darauf hatten Modalismus, Adoptionismus, Markionismus, Doketismus, Subordinatianismus und Arianismus oder Synkretismen wie Gnostizismus und Manichäismus unterschiedliche Antworten. Für die Christen war diese Diversität an Glaubensüberzeugungen inkonsistent, der gemeinsame Glaube an Jesus Christus konnte schließlich nicht auf verschiedenen Wahrheiten beruhen. Die Theologen der ersten Jahrhunderte suchten daher nach der universalen Kernbedeutung, was den christlichen Glauben wirklich ausmacht. Während manche dieser Lehren eher unbedeutend blieben, erfuhren andere eine größere Verbreitung, blieben aber lokal beschränkt, waren meist kurzlebig, veränderten sich oder zerfielen in noch kleinere Untergruppen. Es zeigte sich aber eine deutliche Konsistenz der Glaubenslehre unter nahezu allen Bischöfen und der großen Mehrheit der Christen, die der heidnische Autor und Kritiker des Christentums Kelsos schon Ende des zweiten Jahrhunderts als „die Große Kirche“ beschrieb. Diese wurde fortan zunehmend mit dem Attribut „katholisch“ versehen. Zwar konnte damit schon unterschieden werden, was nicht dem katholischen christlichen Glauben entsprach, dennoch war damit dessen genauer Inhalt noch immer nicht verbindlich definiert.
Die Bischöfe der Alten Kirche kamen auf ersten beiden ökumenischen Konzilien zusammen, um die christologischen Differenzen zwischen Trinitarismus und Arianismus zu beenden. Im ersten Konzil von Nicäa (325) legten sie das Bekenntnis von Nicäa fest, das den Arianismus ablehnte und auch eine Referenz auf die „katholische Kirche“ als Garant des Glaubens enthält. Im nachfolgenden ersten Konzil von Konstantinopel (381) wurde das Glaubensbekenntnis als Nicäno-Konstantinopolitanum erweitert, welches seither die grundlegende Glaubensformel fast aller Christen ist, und die wesentlichen Merkmale der von Jesus Christus errichteten Kirche ausgesprochen:

„Wir glauben an (…) die eine, heilige, katholische und apostolische Kirche[.]“

Sprachlich möglich ist auch eine Übersetzung des griechischen Wortes, im Deutschen „allgemein“ statt „katholisch“. Im deutschen Sprachraum machen davon ausschließlich reformierte Kirchen Gebrauch. In den evangelischen Kirchen in Deutschland (z. B. in der EKD) wird der Begriff „katholisch“ im Glaubensbekenntnis mit „christlich“ oder „allgemein“ wiedergegeben.
In seiner Katechese an die Täuflinge führt Kyrill von Jerusalem über das Glaubensbekenntnis und die Abgrenzung von häretischen Lehren aus:

„Das Wort ἐκκλησία ekklēsia wird in verschiedenem Sinne gebraucht. So heißt es z. B. von der im Theater zu Ephesus versammelten Menge: ‚Nachdem er dies gesagt hatte, entließ er die ἐκκλησία ekklēsia.‘ Mit Grund könnte also jemand behaupten: Die Versammlung der ruchlosen Häretiker, der Marcioniten und Manichäer usw. sind tatsächlich auch eine Kirche. Deshalb versichert dir nun das Glaubensbekenntnis: ‚und an eine heilige, katholische Kirche‘. Die häßlichen Versammlungen der Häretiker sollst du nämlich meiden, der heiligen, katholischen Kirche aber, in der du wiedergeboren wurdest, stets treu anhangen! Kommst du in eine Stadt, dann frage nicht einfach: ‚Wo ist das Haus des Herrn?‘ Denn die gottlosen Häretiker erkühnen sich, auch ihre Spelunken Haus des Herrn zu nennen. Auch frage nicht einfach: ‚Wo ist die Kirche?‘, sondern: ‚Wo ist die katholische Kirche?‘ Denn dies ist der spezielle Name für unsere heilige Kirche, für unser aller Mutter, die da ist die Braut unseres Herrn Jesus Christus, des eingeborenen Sohnes Gottes.“

Während die meisten christlichen römischen Kaiser mit dem Arianismus sympathisiert hatten, erklärte Theodosius I. 380 im Dreikaiseredikt das nicäanische Glaubensbekenntnis als maßgeblich und „nur diejenigen, die diesem Gesetz folgen, sollen […] katholische Christen heißen dürfen“. Alle anderen sollten als Häretiker gelten.
Wenig später hebt auch Augustinus von Hippo in seiner Schrift Gegen den Brief des Manichäus die „katholische Kirche“ als Gegensatz zu häretischen Gruppen hervor: „Und schließlich [sorgt dafür] schon allein der Name ‚katholisch‘, den die Kirche nicht ohne Grund trotz so vieler Häresien bewahrt hat; so dass, obwohl alle Häretiker wünschen Katholiken genannt zu werden, wenn ein Fremder fragt, wo die katholische Kirche zusammenkommt, wird kein Häretiker es wagen, auf seine eigene Kapelle oder Haus zu zeigen.“
Sein Zeitgenosse Vinzenz von Lérins schrieb 434 in seinem Werk Commonitorium:

„Darüber hinaus müssen wir in der katholischen Kirche selbst alle mögliche Sorgfalt anwenden, dass wir uns an den Glauben halten, der überall, immer, von allen geglaubt wurde.“

### Konfessionelle Bedeutung
Während sich alle christlichen Konfessionen auf die Katholizität berufen, tragen einige die Bezeichnung „katholisch“ im Namen. Auf die aus der Reformation hervorgegangenen Kirchen wird der Begriff katholisch jedoch seltener angewandt, um Verwechslungen mit der römisch-katholischen Kirche zu vermeiden.
Die im konfessionellen Sinne gebrauchte Bezeichnung „katholische Kirche“ oder „römisch-katholische Kirche“ entstand erst im Gefolge der Reformation zur einfacheren Unterscheidung der gespaltenen christlichen Bekenntnisse und meint die Kirche, die den Primat des Papstes als Oberhaupt und Stellvertreter Christi anerkennt. In der Regel bezeichnet sich die Kirche selbst nur als „die Kirche“ oder „die katholische Kirche“, im ökumenischen Dialog wird wohl aus Vereinfachungsgründen bisweilen auch die Bezeichnung „römisch-katholisch“ verwendet.
Auch eine Reihe weiterer Kirchen und kirchlicher Gemeinschaften, die in der Tradition der Westkirche stehen, aber von dieser getrennt sind, tragen als Referenz auf ihre Katholizität „katholisch“ im Namen.
- Altkatholische Kirchen
- Freikatholische Kirche
- Katholisch-apostolische Gemeinden
- Katholische Kirche der Mariaviten
- Palmarianisch-Katholische Kirche

### Ökumenische Verwendung
In der ökumenischen Bewegung wird heute manchmal auch sobornost verwendet, die russische Übersetzung des griechischen katholikos, um die allgemeine Kirche zu bezeichnen, ohne die mit dem Wort katholisch verbundene Assoziation auf die römisch-katholische Kirche zu beschränken.

## Universalkirche
Die verschiedenen Kirchen, die die altkirchlichen Glaubensbekenntnisse anerkennen, verstehen sich als eine durch den Glauben an Jesus Christus von Gott gestiftete Einheit, die katholische Universalkirche als mystischer Leib Christi. Zu deren Wesens- und Erkennungsmerkmalen (Notae ecclesiae) gehören neben der Katholizität die Einheit, Heiligkeit und Apostolizität, wie es im Nicäno-Konstantinopolitanum festgelegt wurde: „Wir glauben an (…) die eine, heilige, katholische und apostolische Kirche“.
Selbst die evangelischen Kirchen sehen sich als Teile der „einen heiligen allgemeinen bzw. christlichen (= katholischen) Kirche“ und können daher auch als katholisch bezeichnet werden, was jedoch im konfessionellen Sinne zu Missverständnissen führen kann.
Der Katholizität kommt im ökumenischen Dialog eine besondere Bedeutung zu.

## Wesensmerkmale der Katholizität
Die Katholizität gehört zu den Wesensmerkmalen der christlichen Kirche, die den irdischen Leib Christi darstellt.

„Diese Katholizität ist der Kirche als Gabe vom Herrn her gegeben und bildet eines der Kennzeichen, an denen wir sie erkennen können. Aber sie bleibt doch immer Aufgabe, auf die hin wir uns ausstrecken, und so Auftrag, den wir nie ganz einholen.“

Die Allgemeinheit drückt sich in der Kirche in mehreren Punkten aus:
- Allgemeinheit der Lehre, die in ihr verkündet wird (Kyrill von Jerusalem, Catecheses)
- Allgemeinheit aller Tugenden, die in ihr geübt werden (Francisco Suárez)
- Dauer von Adam bis zum Ende der Welt (Augustinus)
- Veranlagung, das Leben aller Menschen in allen Lebenslagen und zu allen Zeiten zu heiligen
- die Ausdehnung über die ganze Welt
- die Menge ihrer Glieder aus allen Völkern

Die Bedeutung des Begriffs war während der gesamten Theologiegeschichte Gegenstand der Diskussion. Er bekam eine besondere Bedeutung durch die Kirchenspaltungen des 2. Jahrtausends, als sich die getrennten Kirchen ihrer tatsächlichen Partikularität bewusst wurden. Deshalb bereitet die Verwendung des Begriffs im allgemeinen Sprachgebrauch Schwierigkeiten.

### Quantitative Katholizität
Die quantitative Komponente der Katholizität beschreibt das äußere Wirken: Der Auftrag der Kirche richtet sich an alle Menschen, unabhängig von Zeit und Ort oder persönlichen Eigenschaften und gilt damit allumfassend. Der griechische Name ἐκκλησία ekklēsía („die Herausgerufene“) bezieht sich darauf, dass „durch sie alle Menschen berufen und vereint werden“, entsprechend dem Missionsbefehl Jesu: „Darum geht und macht alle Völker zu meinen Jüngern; tauft sie auf den Namen des Vaters und des Sohnes und des Heiligen Geistes und lehrt sie, alles zu befolgen, was ich euch geboten habe. Und siehe, ich bin mit euch alle Tage bis zum Ende der Welt.“ (Mt 28,19f )
Durch die zeitliche Indifferenz umschließt die Kirche also auch Menschen, die vor Christus gelebt haben, sofern sie nach dem Gesetz und der Vernunft gelebt und bei Gott „Gefallen gefunden haben“. Diese Argumentation kann gleichfalls auch für Menschen nach Christus, die die christliche Botschaft nicht empfangen haben, angewandt werden.

### Kennzeichen der Katholizität
Kennzeichen der Katholizität sind nach dem Verständnis der vorreformatorischen Kirchen (mit gewissen Einschränkungen inklusive der Kirchen der anglikanischen Tradition):
- apostolische Sukzession
- Betonung der Sakramente
- Anerkennung der kirchlichen Überlieferung (Tradition) neben der Heiligen Schrift als Offenbarungsquelle (beispielsweise die apostolischen Väter)
- Anerkenntnis der Ergebnisse der allgemein anerkannten ökumenischen Konzile:

1. Erstes Konzil von Nicäa
2. Erstes Konzil von Konstantinopel
3. Konzil von Ephesos
4. Konzil von Chalcedon
5. Zweites Konzil von Konstantinopel
6. Drittes Konzil von Konstantinopel
7. Zweites Konzil von Nicäa

Die einzelnen sich als katholisch in diesem Sinne verstehenden Kirchen unterscheiden sich in einigen Punkten in ihrem Selbstverständnis.

## Verständnis einzelner Kirchen
Während das Christentum in der Alten Kirche noch relativ geeinigt war, begann mit der Entfremdung von West- und Ostkirche (Morgenländisches Schisma) zugleich die theologische Kontroverse über die Frage, in welcher der jeweiligen Teilkirchen die „katholische Kirche“ in diesem Sinne zu finden sei, wo es ja nur eine einzige allgemeine Kirche geben kann. In der Folge der Reformation hat diese Frage an Komplexität gewonnen und die Katholizität wird von den verschiedenen christlichen Kirchen und Gemeinschaften unterschiedlich interpretiert.

### Römisch-katholische Kirche
Nach ihrem Selbstverständnis kann die römisch-katholische Kirche nicht mit der einen Kirche Christi identifiziert werden und erfüllt nicht als einzige die Katholizität, aber in ihr ist sie am adäquatesten verwirklicht. Laut der Dogmatischen Konstitution über die Kirche Lumen gentium des Zweiten Vatikanums ist die universale Kirche „verwirklicht in (subsistit in) der [römisch-]katholischen Kirche“. In der Enzyklika Ut unum sint sagt Papst Johannes Paul II., dass in anderen Gemeinschaften nicht die ganze Fülle der Elemente der Heilung und Wahrheit zu finden ist, sondern nur in der römisch-katholischen Kirche. Gleichwohl verweist er darauf, dass auch in anderen Gemeinschaften „gewisse Aspekte des christlichen Geheimnisses bisweilen sogar wirkungsvoller zutage treten“ können.

### Evangelische Kirchen

#### Lutherische Kirchen
Die lutherische Reformation verstand sich als innerkatholische Reformbewegung. Dieser Sachverhalt findet seine Begründung und Entfaltung zunächst im 7. und 8. Artikel des Augsburger Bekenntnisses aus dem Jahr 1530. Dort wird festgehalten, dass „allezeit müsse eine heilige christliche Kirche sein und bleiben.“ Der lateinische Text als der dogmatisch verbindliche bekennt und definiert die Kirche als una sancta ecclesia.
Kennzeichen der einen heiligen katholischen und apostolischen Kirche sind demnach die reine Lehre (pure docetur) und die einsetzungsgemäße Spendung der Sakramente (recte administrantur sacramenta). Menschliche Traditionen, Riten oder Zeremonien sind zur wahren Einheit der Kirche nicht notwendig.
Dogmatisch wird von der una sancta catholica et apostolica auch als Kirche im weiteren Sinn (large dicta) gesprochen, die ihre sichtbar verfasste Gestalt in der reinen Lehre und der einsetzungsgemäßen Spendung der Sakramente erfährt und hierdurch erkennbar wird. Dennoch bleibt sie die eine katholische Kirche. Die eine heilige katholische und apostolische Kirche ist für die lutherische Kirche ein Glaubensartikel, wie sie es auch in den drei altkirchlichen Symbolen und den Bekenntnisschriften bekennt.
Die reine Lehre und das Verständnis der einsetzungsgemäßen Verwaltung der Sakramente wird in den lutherischen Kirchen in den Bekenntnisschriften der evangelisch-lutherischen Kirche dargelegt, weil die dort verfasste Lehre mit der Heiligen Schrift Alten und Neuen Testaments übereinstimme. Lehren und Lehrer, so die Konkordienformel in ihrem 1. Artikel, die der Heiligen Schrift widersprechen, stehen außerhalb der katholischen Kirche. Die im Konkordienbuch zusammengestellten Bekenntnisschriften verstehen sich selbst als katholisch in dem Sinne, dass die dort gemachten verbindlichen Aussagen von der Einen heiligen katholischen und apostolischen Kirche zu allen Zeiten und allen Orten geglaubt und bekannt werde. Die lutherischen Bekenntnisschriften sehen sich demnach nicht als konfessionsspezifische Lehre, sondern als rechte Lehre im Sinne der Katholizität.
Deutlich wird die Katholizität der lutherischen Kirchen auch in ihrem Weiheverständnis, wie es z. B. in der Selbständigen Evangelisch-Lutherischen Kirche zu finden ist:

„Nach dem von dir abgelegten Ordinationsgelübde überantworte ich als berufener und verordneter Diener unseres Herrn Jesus Christus dir hiermit das heilige Amt des Wortes und der Sakramente und weihe dich zu einem Diener der ‚Einen, heiligen, christlichen Kirche‘, im Namen Gottes des Vaters, des Sohnes und des Heiligen Geistes.“

In dieser lutherischen Weiheformel wird der Begriff „katholisch“ mit „christlich“ wiedergegeben.

#### Reformierte Kirchen
Die reformierte Theologie der Reformationszeit stimmt in diesen Punkten im Wesentlichen mit der lutherischen Theologie überein. Auch Johannes Calvin definierte in seiner Antwort an Kardinal Sadolet die Kirche als „die Gemeinschaft aller Heiligen, welche, über den ganzen Erdkreis und durch alle Zeiten zerstreut, doch durch die eine Lehre Christi und den einen Geist verbunden ist und an der Einheit des Glaubens und brüderlicher Eintracht festhält und sie pflegt“. Weil Einheit und Katholizität an die Übereinstimmung mit der Lehre Christi gebunden sind, ergibt sich gerade hieraus der stärkste Impuls zur Reformation. Im Genfer Katechismus von 1545 erklärte er das Attribut „katholisch“ so:

„So wie es nur ein Haupt der Gläubigen gibt, so müssen sie alle in einen Leib zusammenwachsen, damit es eine Kirche sei, die über den ganzen Erdkreis ausgebreitet ist und nicht viele.“

Auch die Confessio Helvetica posterior handelt in ihrem 17. Kapitel von der „catholica et sancta Dei Ecclesia“ und stellt fest: „Deshalb nennen wir sie die katholische christliche Kirche, weil sie allumfassend ist, sich über alle Teile der Welt und über alle Zeiten erstreckt und weder durch Ort noch Zeit eingeschränkt ist.“

#### Neuere evangelische Ekklesiologie
Die von den in der Gemeinschaft Evangelischer Kirchen in Europa zusammengeschlossenen lutherischen, reformierten, methodistischen und unierten Kirchen 1994 verabschiedete Studie Die Kirche Jesu Christi nahm die reformatorischen Grundentscheidungen auf und unterstrich:

„Die Kirche ist katholisch (allumfassend) kraft ihres Ursprungs. Weil die Kirche ihren Ursprung im Wort Gottes als dem Heil der ganzen Welt hat, ist sie nicht durch natürliche menschliche Gemeinschaften begrenzt, sondern als von Gott geschaffene Gemeinschaft allumfassend (katholisch). Das Leben der Kirche ist Gemeinschaft mit dem dreieinigen Gott. Christen und Kirchen stehen damit vor der Aufgabe, diese Gabe Gottes in der Gestaltung ihres Lebens erfahrbar zu machen in der Überschreitung nationaler, rassischer, sozialer, kultureller und mit der Geschlechtszugehörigkeit gegebener Grenzen. In ihrer Katholizität ist die Kirche die Verheißung einer alle Menschen umfassenden Gemeinschaft.“